# ファイティング原田
ファイティング原田（ファイティングはらだ、1943年4月5日 - ）は、日本の元プロボクサー。ファイティング原田ジム会長。元WBA世界フライ級王者。元WBA・WBC世界バンタム級統一王者。元リングマガジン世界フライ級王座。元リングマガジン世界バンタム級王座。世界2階級制覇王者。
第10代日本プロボクシング協会の会長で現在は同顧問。プロボクシング・世界チャンピオン会最高顧問。なお、現在は「ファイティング」はJBCで欠名扱いで現役選手が名乗る事は不可能である。

## 人物
東京都世田谷区出身。実弟も牛若丸原田のリングネームでプロボクサーになった。
世田谷区立深沢中学校在学中に友人に誘われ、米穀店に勤務しながら猛練習で知られる笹崎ボクシングジムに入門。
ラッシングパワーを武器に、日本人で初めて世界フライ級・バンタム級の2階級制覇をした名王者。海外の多くの専門誌が「歴代最も偉大な日本人ボクサー」として原田の名前を挙げている。
同ジムの同期にたこ八郎がいた。

## 来歴

### 新人王獲得、そして25連勝
1960年、ライバルの海老原博幸から二度のダウンを奪って、新人王に輝く。その後も無傷の連勝を25まで伸ばした。

### 19歳で王座奪取
1962年10月10日、19歳で世界フライ級王座に初挑戦。当時の世界フライ級王者の「シャムの貴公子」ポーン・キングピッチ（タイ）への挑戦が内定していた、同級1位の矢尾板貞雄が突然引退し、10位にランクされたばかりの原田に挑戦のチャンスが回ってきた。
蔵前国技館で行われた試合は、原田が左ジャブとフットワークでポーンをコントロールした。11R、相手コーナーに追い詰め、80数発もの左右連打を浴びせ、ポーンはコーナーロープに腰を落としてカウントアウトされた。新王者誕生に無数の祝福の座布団が舞った。しかし、3か月後の1963年1月12日、バンコクで行われた再戦で、今度はポーンが試合巧者ぶりを発揮し、際どい判定ながら王座陥落。原田は減量苦から、この後、バンタム級に転向する。

### 「ロープ際の魔術師」との死闘
バンタム級に転向した原田は、1963年9月26日、「ロープ際の魔術師」の異名を持つ強豪、世界バンタム級3位・ジョー・メデル（メキシコ）と対戦する。5Rまでは、原田のラッシュが勝り一方的な展開。ところが、6R、原田の単調な動きを見切ったメデルに、得意のカウンターをヒットされ3度のダウンの末にKO負けした。原田はすぐに再起し、1964年10月29日、東洋王者・青木勝利に3RKO勝ちし、バンタム級世界王座への挑戦権を掴んだ。

### 「黄金のバンタム」に挑戦
世界バンタム級王者・エデル・ジョフレ（ブラジル）は、「ガロ・デ・オーロ（黄金のバンタム）」の異名通り、世界王座を獲得した試合、8度の防衛戦にいずれもKO勝ちし、その中には、青木勝利、原田にKO勝ちしたジョー・メデルも含まれていた。強打者であり、パンチを的確にヒットさせ、ディフェンスも堅い実力王者だった。原田の猛練習は、取材していた新聞記者が、疲労で床にへたり込む程の激しさだったと言う。ジョフレは妻と息子を連れて来日した。試合前の予想は、ジョフレの一方的有利、原田が何ラウンドまで持つか、という悲観的な見方がほとんどだった。
1965年5月18日に愛知県体育館で行われたジョフレ戦で開始のゴングを聞いた原田は、当初今までのボクシングスタイルを捨て、アウトボクシングに出た。勝敗の判定は、日本の高田（ジャッジ）が72-70で原田、アメリカのエドソン（ジャッジ）が72-71でジョフレ、そして、アメリカ人バーニー・ロス（レフェリー）が71-69で原田、2-1の判定勝ちで原田は世界王座奪取に成功した。後の1966年5月31日、原田は2度目の防衛戦でジョフレと再戦、判定勝ち。

### 階級上げ
フライ級でデビューした原田は、バンタム級、フェザー級と階級を上げていくことになった。

### 三階級制覇ならず
1969年7月28日、WBC世界フェザー級王者ジョニー・ファメション（オーストラリア）への挑戦が決まった。王者の地元シドニーでの敵地開催。原田が優勢と言われていたが地元判定といわれる結果で王者の勝ちになり「幻の三階級制覇」だった。
翌年、ファメションは王者の意地と誇りを賭けて今度は原田の地元東京にて再戦（日本で行われた初のWBC世界タイトルマッチ）を行い、原田は14RでKO負けしこの試合を最後に引退。

### 引退後
引退後は日本テレビ「ワールドプレミアムボクシング」（ほとんどは浜田剛史とのコンビ）などで解説者として活躍する一方、トーアファイティングジム(現・ファイティング原田ボクシングジム)にて後進の指導にあたった。ジムの開設資金は東亜友愛事業組合が出した。当時のジムは麻布十番のビル3階にあったが、同組合の事務所が同じビルの2階にあった。
1989年、日本プロボクシング協会（当時・全日本ボクシング協会）の会長に就任。
2005年1月、「高血圧性脳内出血」で倒れ、手術を受けたが、現在は回復している。2006年3月25日には、WBCバンタム級タイトルマッチ長谷川穂積VSウィラポン・ナコンルアンプロモーション戦のテレビ中継の解説者として、久々に元気な姿を見せた。
2007年春に日本プロボクシング協会会長選挙に輪島功一、輪島の後任となる東日本協会会長選挙に具志堅用高が出馬表明したが結果的に取り止め（出馬断念）となり、原田・大橋秀行が無投票当選。
2010年の任期満了を以って7期21年務めた日本プロボクシング協会会長を勇退（後任は大橋ジム・東日本協会会長大橋秀行）。以降は協会顧問に就任する。世界チャンピオン経験者により同年に発足されたプロボクシング・世界チャンピオン会では最高顧問に就任。
2016年11月、旭日小綬章を受章。
2025年3月27日、東日本ボクシング協会理事会にて退会届を提出。

## 戦績
- プロボクシング：63戦 56勝 (23KO) 7敗

| 戦           | 日付           | 勝敗 | 時間     | 内容    | 対戦相手                   | 国籍           | 備考                                 |
| ------------ | -------------- | ---- | -------- | ------- | -------------------------- | -------------- | ------------------------------------ |
| 1            | 1960年2月21日  | ☆    | 4R 2:20  | TKO     | 増井伊佐巳（中村）         | 日本           | プロデビュー戦                       |
| 2            | 1960年3月2日   | ☆    | 4R       | 判定2-1 | 本橋光雄（三多摩）         | 日本           |                                      |
| 3            | 1960年3月27日  | ☆    | 3R 2:53  | KO      | 岩本五郎（国民）           | 日本           |                                      |
| 4            | 1960年4月4日   | ☆    | 4R       | 判定3-0 | 野口雄市（国際）           | 日本           |                                      |
| 5            | 1960年4月13日  | ☆    | 4R       | 判定3-0 | 森田健（横浜光）           | 日本           |                                      |
| 6            | 1960年6月10日  | ☆    | 3R 2:16  | TKO     | 小倉正武（高橋）           | 日本           |                                      |
| 7            | 1960年6月24日  | ☆    | 1R 1:25  | KO      | 森田和夫（カワイ）         | 日本           |                                      |
| 8            | 1960年7月18日  | ☆    | 3R 終了  | TKO     | 小段木勝（三多摩）         | 日本           |                                      |
| 9            | 1960年9月1日   | ☆    | 4R       | 判定3-0 | 鈴木幸男（中村）           | 日本           |                                      |
| 10           | 1960年10月28日 | ☆    | 4R 1:02  | KO      | 吉田貞吉（興伸）           | 日本           |                                      |
| 11           | 1960年11月7日  | ☆    | 4R       | 判定3-0 | 新井八郎（京浜）           | 日本           |                                      |
| 12           | 1960年12月11日 | ☆    | 3R 1:44  | KO      | 疋田吉徳（AO）             | 日本           |                                      |
| 13           | 1960年12月24日 | ☆    | 6R       | 判定3-0 | 海老原博幸（金平）         | 日本           | 1960年度東日本フライ級新人王決勝戦   |
| 14           | 1961年1月5日   | ☆    | 6R       | 判定3-0 | 中村剛（新和）             | 日本           |                                      |
| 15           | 1961年1月28日  | ☆    | 6R       | 判定3-0 | 田中利一（中外）           | 日本           | 1960年度全日本フライ級新人王決定戦   |
| 16           | 1961年3月5日   | ☆    | 6R       | 判定3-0 | 藤田保雄（カワイ）         | 日本           |                                      |
| 17           | 1961年5月1日   | ☆    | 10R      | 判定3-0 | レイ・ペレス               | アメリカ合衆国 |                                      |
| 18           | 1961年6月19日  | ☆    | 10R      | 判定3-0 | 伊藤茂（AO）               | 日本           |                                      |
| 19           | 1961年7月31日  | ☆    | 8R 終了  | TKO     | 牧昭男（中外）             | 日本           |                                      |
| 20           | 1961年9月9日   | ☆    | 3R 2:37  | KO      | ソムワン・バンブン         | タイ           |                                      |
| 21           | 1961年10月9日  | ☆    | 10R      | 判定3-0 | 牧昭男（中外）             | 日本           |                                      |
| 22           | 1961年12月10日 | ☆    | 6R 1:12  | KO      | 白鳥良次（田辺）           | 日本           |                                      |
| 23           | 1962年1月12日  | ☆    | 10R      | 判定3-0 | 永田耕造（野口）           | 日本           |                                      |
| 24           | 1962年3月18日  | ☆    | 10R      | 判定3-0 | 川村忠夫（興伸）           | 日本           |                                      |
| 25           | 1962年5月3日   | ☆    | 10R      | 判定3-0 | ベイビー・エスピノサ       | フィリピン     |                                      |
| 26           | 1962年6月14日  | ★    | 10R      | 判定1-2 | エドモンド・エスパルサ     | メキシコ       |                                      |
| 27           | 1962年7月23日  | ☆    | 10R      | 判定3-0 | リトル・ルーフ             | フィリピン     |                                      |
| 28           | 1962年10月10日 | ☆    | 11R 2:50 | KO      | ポーン・キングピッチ       | タイ           | WBA世界フライ級タイトルマッチ        |
| 29           | 1963年1月12日  | ★    | 15R      | 判定0-2 | ポーン・キングピッチ       | タイ           | WBA陥落                              |
| 30           | 1963年3月21日  | ☆    | 10R      | 判定3-0 | 河合哲郎（カワイ）         | 日本           |                                      |
| 31           | 1963年5月5日   | ☆    | 1R 0:28  | KO      | ホセ・セジュダ             | メキシコ       |                                      |
| 32           | 1963年6月19日  | ☆    | 6R 終了  | TKO     | セラルド・チャランガポ     | タイ           |                                      |
| 33           | 1963年8月7日   | ☆    | 10R      | 判定3-0 | ドミー・バハラジャ         | フィリピン     |                                      |
| 34           | 1963年9月26日  | ★    | 6R 2:28  | TKO     | ジョー・メデル             | メキシコ       |                                      |
| 35           | 1963年11月25日 | ☆    | 10R      | 判定3-0 | エミール・デ・レオン       | フィリピン     |                                      |
| 36           | 1964年1月2日   | ☆    | 5R 0:51  | KO      | アベリノ・エストラーダ     | フィリピン     |                                      |
| 37           | 1964年2月14日  | ☆    | 2R 1:05  | KO      | ソムサク・ラエムファファー | タイ           |                                      |
| 38           | 1964年7月6日   | ☆    | 10R      | 判定3-0 | レイ・アシス               | フィリピン     |                                      |
| 39           | 1964年9月17日  | ☆    | 10R      | 判定3-0 | オスカー・レイス           | フィリピン     |                                      |
| 40           | 1964年10月29日 | ☆    | 3R 2:54  | KO      | 青木勝利（三鷹）           | 日本           |                                      |
| 41           | 1965年1月4日   | ☆    | 6R 1:20  | KO      | ドミー・フロイラン         | フィリピン     |                                      |
| 42           | 1965年3月4日   | ☆    | 2R 2:03  | KO      | 中村亭（国民）             | 日本           |                                      |
| 43           | 1965年5月18日  | ☆    | 15R      | 判定2-1 | エデル・ジョフレ           | ブラジル       | WBA・WBC世界バンタム級タイトルマッチ |
| 44           | 1965年7月28日  | ☆    | 12R      | 判定3-0 | 斎藤勝男（暁）             | 日本           |                                      |
| 45           | 1965年11月30日 | ☆    | 15R      | 判定3-0 | アラン・ラドキン           | イギリス       | WBA防衛1・WBC防衛1                   |
| 46           | 1966年2月15日  | ☆    | 12R      | 判定3-0 | ソ・スガン                 | 韓国           |                                      |
| 47           | 1966年5月31日  | ☆    | 15R      | 判定3-0 | エデル・ジョフレ           | ブラジル       | WBA防衛2・WBC防衛2                   |
| 48           | 1966年8月1日   | ☆    | 10R      | 判定3-0 | ディオ・エスピノサ         | フィリピン     |                                      |
| 49           | 1966年10月25日 | ☆    | 12R      | 判定3-0 | アントニオ・エレラ         | コロンビア     |                                      |
| 50           | 1967年1月3日   | ☆    | 15R      | 判定3-0 | ジョー・メデル             | メキシコ       | WBA防衛3・WBC防衛3                   |
| 51           | 1967年4月4日   | ☆    | 12R      | 判定3-0 | タイニー・パラシオ         | フィリピン     |                                      |
| 52           | 1967年7月4日   | ☆    | 15R      | 判定3-0 | ベルナルド・カラバイヨ     | コロンビア     | WBA防衛4・WBC防衛4                   |
| 53           | 1967年9月25日  | ☆    | 2R 1:52  | KO      | 太郎浦一（新和）           | 日本           |                                      |
| 54           | 1967年11月28日 | ☆    | 8R 0:26  | KO      | クォン・ポクス             | 韓国           |                                      |
| 55           | 1968年2月27日  | ★    | 15R      | 判定0-3 | ライオネル・ローズ         | オーストラリア | WBA・WBC陥落                         |
| 56           | 1968年6月5日   | ☆    | 10R      | 判定3-0 | ドワイト・ホーキンス       | アメリカ合衆国 |                                      |
| 57           | 1968年9月4日   | ☆    | 7R 1:13  | KO      | 千葉信夫（ヨネクラ）       | 日本           |                                      |
| 58           | 1968年12月4日  | ☆    | 2R 1:55  | KO      | ロイ・アモロング           | フィリピン     |                                      |
| 59           | 1969年4月2日   | ★    | 10R      | 判定1-2 | アルトン・コルター         | アメリカ合衆国 |                                      |
| 60           | 1969年6月4日   | ☆    | 10R      | 判定3-0 | ビル・ツムラック           | フィリピン     |                                      |
| 61           | 1969年7月28日  | ★    | 15R      | 判定0-3 | ジョニー・ファメション     | オーストラリア | WBC世界フェザー級タイトルマッチ      |
| 62           | 1969年10月1日  | ☆    | 8R 0:17  | KO      | パット・ゴンザレス         | フィリピン     |                                      |
| 63           | 1970年1月6日   | ★    | 14R 1:09 | KO      | ジョニー・ファメション     | オーストラリア | WBC世界フェザー級タイトルマッチ      |
| テンプレート |                |      |          |         |                            |                |                                      |

## 世界ボクシング殿堂入り
世界ボクシング殿堂入りを果たした、最初の日本ボクサー（以降、ジョー小泉、本田明彦と続く）。
なお、原田は『国際ボクシング名誉の殿堂博物館』入りも果たしている。

## 獲得タイトル
- WBA世界フライ級王座（防衛0）
- WBA世界バンタム級王座（防衛4）
- WBC世界バンタム級王座（防衛4）
- リングマガジン世界フライ級王座
- リングマガジン世界バンタム級王座

## エピソード
- 世田谷区立東深沢小学校の同級生にエーエム・ピーエム・ジャパン元代表取締役社長の秋沢志篤[8]。
- 百田尚樹が綴ったノンフィクション『「黄金のバンタム」を破った男』を題材に、現役時代の原田の試合を中継していたフジテレビが、市原隼人主演で『「黄金のバンタム」を破った男 ～ファイティング原田物語～』としてテレビドラマ化された[9]。
- 日本人初の女子アマチュア世界選手権銅メダリストの和田まどかは高校まで原田のジムで練習をしていた[10]。

## テレビドラマ出演
- プレイガール 第96話「男殺し やわ肌仁義」（1971年、12ch / 東映）
- 変身忍者 嵐 第31話「妖怪人形! ドーテムの呪い!!」（1972年、MBS / 東映）[注釈 1]
- 刑事くん 第3部 第8話「ハートの総監賞」（1973年、TBS / 東映）
- 傷だらけの天使 第18話「リングサイドに花一輪を」（1975年、NTV / 東宝）
- 家なき子 第26話「炎の脱出」（1975年、TBS / 松竹） - 特別出演
- バーディー大作戦 第49話「助けて! 浴室裸体殺人事件」（1975年、TBS / 東映）
- 非情のライセンス 第2シリーズ 第35話「兇悪の裏帳簿」（1975年、NET / 東映）
- 噂の刑事トミーとマツ 第1シリーズ 第32話「ああ! トミマツの4回戦ボーイ」（1980年、TBS / 大映テレビ）

## ディスコグラフィー
シングル
- ボクシング小唄
  - 1966年5月、キングレコード、BS-408
  - 作詞：郡司信夫、作曲：鶴田全夫、編曲：小町昭、コーラス：サニー・トーンズ
  - 1965年発売の牧伸二のソノシート「牧伸二だよ!!」に収録された曲のカバー。牧の歌唱版とは一部の歌詞が異なる。
  - B面は西川一也の「恋のタイトルマッチ」。

## 演じた俳優
- 渡嘉敷勝男（昭和のチャンプ〜たこ八郎物語〜、1990年3月5日）
- 市原隼人（「黄金のバンタム」を破った男〜ファイティング原田物語〜、2014年2月22日）